# Lei Áurea

A Lei Áurea szövege

A Lei Áurea (Arany törvény) az a törvény volt, amely eltörölte a Brazil Császárságban a rabszolgaságot, utolsóként a nyugati világban. 1888. május 13-án írta alá Izabella brazil régensnő. Bár a brazilok egy része pozitívan fogadta, a törvény számos társadalmi problémát okozott, és a kialakult elégedetlenkedés volt az egyik oka a császárság 1889-es megdöntésének.

## Előzmények
A spanyol és portugál hódítók kezdetben a természeti népeket taszították rabszolgasorba, majd a 16. század közepétől afrikaiakat kezdtek behozni, hogy cukornádültetvényeken dolgoztassák őket. Becslések szerint az Afrikából elhurcolt tízmillió ember 40%-a Brazíliába került, és Brazília gazdaságának fő motorja közel 350 éven keresztül a fekete rabszolgák munkája volt. Ina von Binzer Brazíliában élő német írónő 1881-ben ezt írja: „Ebben az országban a négerek játsszák a főszerepet [...] Minden munkát a feketék végeznek, minden gazdagságot az ő kezük hoz létre, mert a [fehér] brazil nem dolgozik, még a szegények is inkább gazdag rokonokon vagy barátokon élősködnek becsületes munka helyett.”
Az abolicionista mozgalmak Európában már a 19. század elején teret hódítottak, Nagy-Britannia már 1807-ben eltörölte a rabszolgaságot és a többi országtól is szorgalmazta ezt, de a Brazil Császárságban, ahol 1822-ben még a lakosság 40%-a rabszolga volt (3,5 milliós lakosságból 1,5 millió), a szabad társadalom minden rétege és a katolikus egyház is ellenezte ezt. A britek azonban akadályozni kezdték a rabszolga-kereskedelmet, hajókat foglaltak le és még brazil kikötőket is megtámadtak; ennek eredményeként a rabszolgák kínálata csökkent, az áruk pedig megugrott. Ez arra kényszerítette a tulajdonosokat, hogy javítsák az élet- és munkakörülményeket, mivel már nem engedhették meg maguknak a magas halálozási arányt. A rabszolgatartás veszteséges lett, ugyanis kevesebbe került szabad embereket (főként európai bevándorlókat) alkalmazni ugyanazokra a munkákra. A brazil abolicionizmusban a gazdasági megfontolások mellett az ideológiai fejlődés is közrejátszott, egyrészt európai hatásra, másrészt mert a feketék bizonyították rátermettségüket a paraguayi háborúban.
A brazil kormány a rabszolgaság fokozatos csökkentésére irányuló politikába kezdett. 1871-ben elfogadták a Lei do Ventre Livre (ún. Rio Branco) törvényt, amely értelmében az ember nem születhet rabszolgának. Ez azonban nem hozott számottevő előrelépést, mivel a rabszolgák gyermekeinek nem volt más választásuk, mint felnőttkorukig dolgozni a szüleik gazdájánál, továbbá a jegyzők sok születési bizonyítványt meghamisítottak 1871. előtti dátumra. 1884-ben felszabadították a 60 évnél idősebb rabszolgákat, azonban ennek is negatív eredménye volt, mivel egyszerűen felhatalmazta a tulajdonosokat, hogy magukra hagyják az idős embereket mindenféle támogatás nélkül. Időközben a katolikus egyház és Portugália is elhatárolódott a rabszolgaság gyakorlásától. Végül 1888-ban aláírták a Lei Áureat, amely felszabadította az összes brazíliai rabszolgát (ekkor még mintegy 700 000 volt az országban).
A nyugati világban Brazília törölte el utolsóként a rabszolgaságot. A törvényt megelőző évek kaotikusak voltak: sok tulajdonos fenn akarta tartani a rendszert, mások pedig „most már mindegy” alapon brutálisan bántak a rabszolgákkal és a lehető legtöbbet dolgoztatták őket, hogy a felszabadításig minél nagyobb profitra tegyenek szert. Sokan elmenekültek, mások fegyverrel lázadtak fel gazdáik ellen. Azonban olyan tulajdonosok is voltak, akik már a törvény előtt saját elhatározásból felszabadították rabszolgáikat.

## A törvény

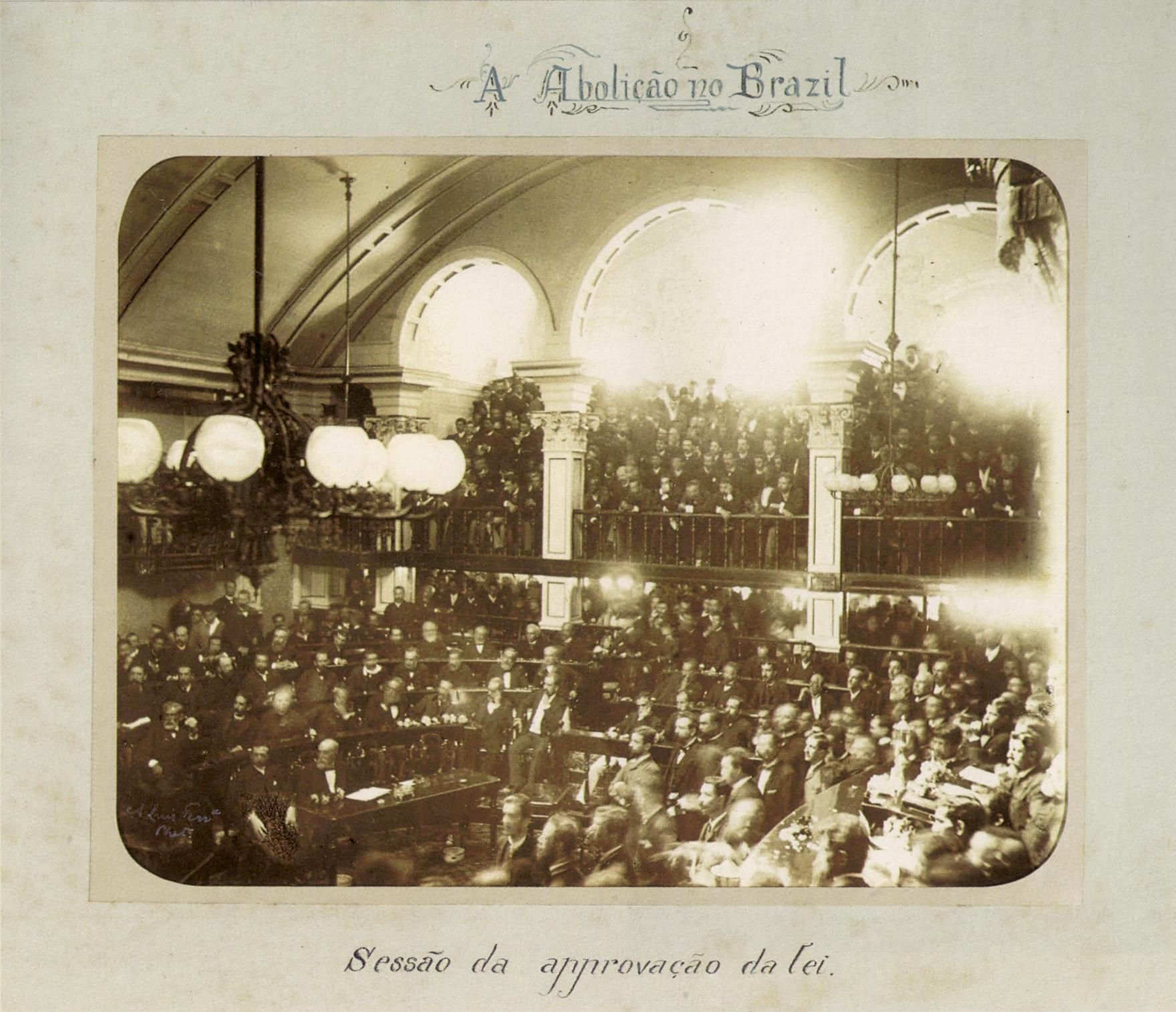
A szenátusban elfogadják a törvényt

A Lei Áurea két cikkelyt tartalmazott:
Art. 1.º: É declarada extinta desde a data desta lei a escravidão no Brasil. (A rabszolgaság Brazíliában e törvény keltétől kezdve megszűnik.)
Art. 2.º: Revogam-se as disposições em contrário. (Minden ezzel ellentétes rendelkezés hatályát veszti.)
A törvényt 1888. május 13-án fogadta el az Izabella hercegnő által kinevezett új kabinet, Izabella pedig a II. Péter brazil császárt helyettesítő régensként írta alá azt.
A szűkszavú törvény nem rendelkezett a felszabadított embereknek nyújtandó kompenzációról és társadalmi integrációjuk elősegítéséről, sem pedig az egykori tulajdonosoknak nyújtandó kártérítésről. Mindezek problémákat okoztak az elkövetkző időszakban.

## Hatásai
A törvény aláírását követően három napig szünetelt a munka, a társadalom pedig ünnepelt. Azonban a gazdag és befolyásos földbirtokosok (fazendeiros) körében bosszúságot váltott ki, továbbá az alsóbb osztályok sem profitáltak a rabszolgaság megszűnéséből, mivel a kialakult munkaerőhiányt inkább európai bevándorlók és nem brazil munkanélküliek pótolták. A Lei Áurea miatt kialakult elégedetlenkedés felgyorsította a birodalom végét; ez volt az egyik oka annak, hogy 1889-ben megdöntötték a császárságot.
A felszabadult emberek élete sem változott sokat: nem léteztek olyan tervek, amelyek segítették volna a volt rabszolgák teljes jogú állampolgárrá válását, oktatáshoz, földhöz vagy munkához való hozzáférés biztosításával. Legtöbbjük továbbra is földművesként dolgozott korábbi helyén, hogy képes legyen fenntartani magát. A brazil elit nem is tartotta fontosnak a feketék integrációját, mivel azt szerették volna hogy a lakosság túlnyomó része fehér legyen; ennek öröksége ma is észrevehető az országban: a lakosság legszegényebb rétegének 76 százaléka afrobrazil vagy mulatt.